# Lilo (affluent gauche du Lwalaba)
Pour les articles homonymes, voir Lilo.
La Lilo, est une rivière du Congo-Kinshasa et un affluent gauche du Lwalaba (fleuve Congo) dans lequel elle se jette à 26 km au sud d'Ubundu. Elle n’est pas à confondre avec la rivière Lilo, affluent droit du Lwalaba, dont la confluence est en face d’Ubundu.